# Бивако-сосуи
Бивако-сосуи (яп. 琵琶湖疏水 бивако-сосуй, «Канал озера Бива») — канал в Японии, отводящий воду озера Бива в Киото (соединяется с рекой Камо).

## Описание
Бивако-сосуи состоит из двух веток. Первая имеет длину 20 км и состоит из открытых участков и четырёх туннелей. Длина крупнейшего из них составляет 2436 м, ширина — 16 сяку (4,8 м), высота — 14 сяку (4,2 м). Вторая ветка имеет длину 7,4 км и полностью проходит в туннеле. Обе ветки объединяются в Кеаге. У выхода из последнего туннеля (в Кеаге) от канала ответвляется оросительный канал, уходящий на север. Он проходит по акведуку над храмом Нандзэн-дзи, после чего поворачивает на запад и пересекает реки Такано и Камо по дюкерам, заканчиваясь в Когава. Канал позволяет проходить лодкам шириной около 2,1 м с грузом 10-15 тонн. Суммарная пропускная способность канала составляет 23,65 м³/с, из которых на 2012 год 12,96 м³/с идёт на питьевую воду, 1,12 м³/с — на ирригацию, а 0,004 м³/с — на промышленные нужды. Из них 8,35 м³/с поставляет первая ветка, а 15,3 м³/с — вторая.

## История
Уже в XII веке были предложения снабжать Киото водой из озера Бива. Также с конца периода Хэйан было предпринято несколько попыток соединить его с Японским морем, но все они потерпели неудачу. . Первые планы соединения столицы каналом с Бива были выдвинуты ещё в 1800 году, в конце эпохи Токугава. В том плане предполагалось прорыть туннель длиной более 4 км под горой Нёигатаке, что было невозможно сделать, используя технологии того времени. Позже было выдвинуто несколько предложений по прокладке канала. Большинство из них включало в себя прокладку туннеля под перевалами Одзеки (小関峠) и Хиноока (日岡峠).
Киото являлся столицей Японии с момента своего основания в 794 году. В период Эдо реальные правители страны находились в Эдо (нынешний Токио), но император и его двор оставались в Киото, обеспечивая городу политический вес. В 1869 году император Мэйдзи перенёс столицу в Токио, что вызвало отток населения и экономический упадок.
В 1881 году губернатором префектуры Киото был назначен Китагаки Кунимити, взявшийся за экономическое развитие города. Китагаки считал канал важным проектом, который помог бы Киото. Основными его целями были являлись развитие водного транспорта, улучшение водоснабжения города и развитие сельского хозяйства, а также модернизация текстильной промышленности Киото. Он поручил оценить возможность реализации проекта японского инженера, ранее работавшего со знаменитым голландским инженером ван Дорном. В 1884 с проектом ознакомился голландский иностранный консультант де Рейке, который признал постройку канала возможной, но высказал опасения по поводу стоимости проекта. После этого проект поддержал сам император, выделивший на его реализацию около трети предполагаемой суммы из своих средств.

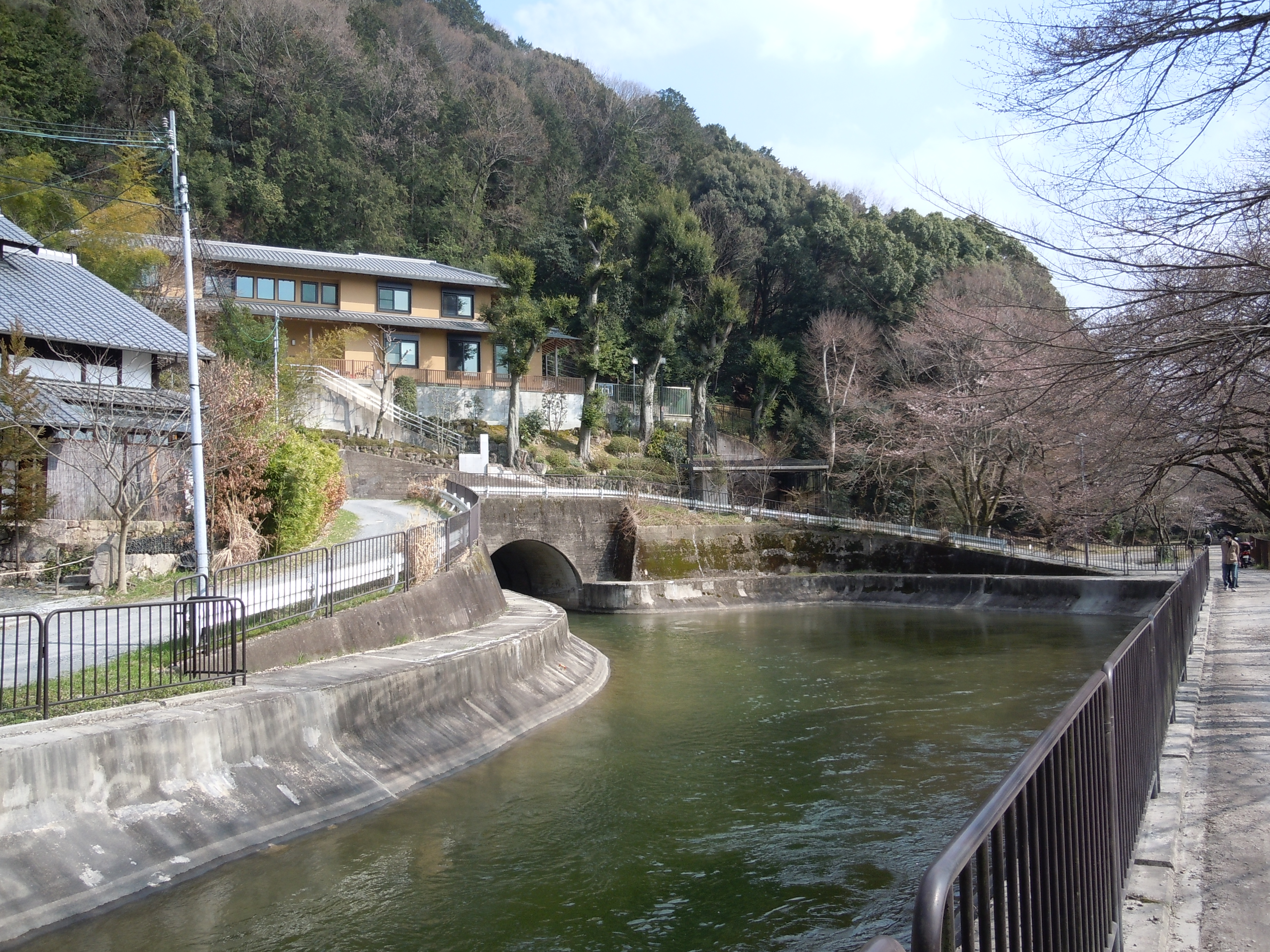
Канал входит в один из судоходных туннелей

В феврале 1883 года главным инженером проекта губернатор назначил Танабэ Сакуро, незадолго до этого окончившего учёбу в Императорском техническом колледже и которому на тот момент исполнился 21 год. В 1885 году были начаты работы по строительству канала. Для этого требовалось пробить туннель длиной более 2 км под горой Нагара (長等山). На тот момент у японских инженеров и строителей уже появился некоторый опыт возведения туннелей современными методами, благодаря строительству канала из озера Инавасиро. При строительство канала Бивако-сосуи использовались динамит, телеграф и паровые насосы, но большая часть работы делалась вручную. Всего на строительстве работало около 4 млн человек. Землю дробили кирками и выносили в корзинах, за отсутствием вьючных животных кирпичи для облицовки туннеля тоже носили люди. Во время работы туннели неоднократно обваливались, что усложняло строительство. Незнакомых с новыми техниками строительства рабочих обучали на месте. Впервые в Японии для возведения туннеля были пробурены вертикальные шахты.

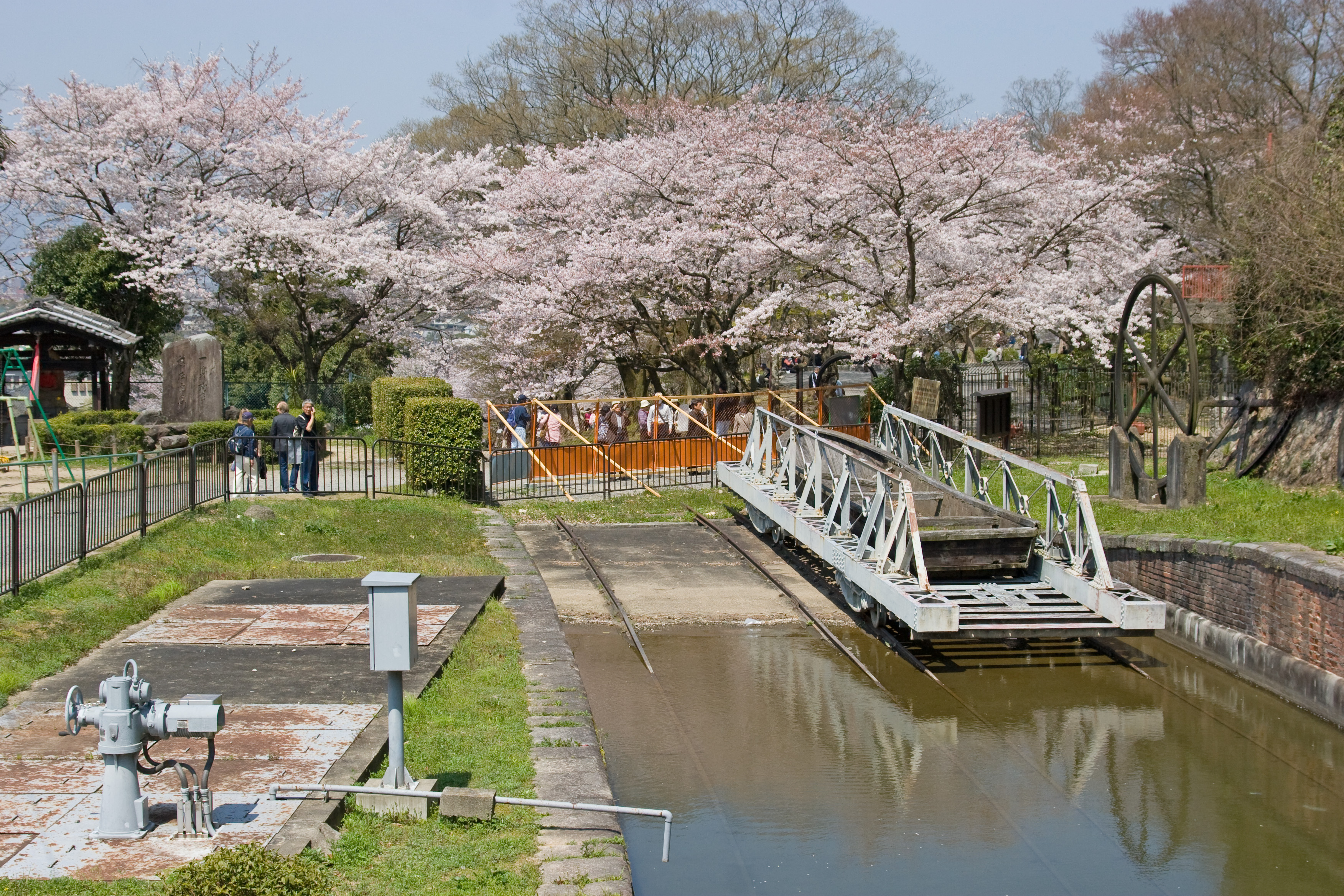
Верхний конец судоподъёмника

Кроме строительства туннелей перед инженерами встала ещё одна проблема: последний тоннель заканчивался в Кеаге, на крутом склоне горы Хиноока, спуск длиной в 576 м имел уклон 1:15 (перепад высот 36 м). По рекомендации голландских специалистов, было решено отказаться от серии шлюзов. Вместо этого по склону были проложены рельсы и лодки перевозил судоподъёмник на канатной тяге, покрывая путь за 15 минут.
Для ознакомления с подобной рельсовой системой и с работой ткацких фабрик, приводящихся в действие водой, Танабэ отправился в США, где на него произвела впечатление гидроэлектростанция в Аспене, штат Колорадо. Он убедил губернатора внести изменения в проект и добавить в него ГЭС. В результате в Киото появилась первая в стране ГЭС, позволившая осветить городские улицы и запустить первый в Японии электрический трамвай. Кроме того, вскоре в городе появилось множество садов, орошаемых водой из озера Бива.
Работы по строительству канала завершились в апреле 1890 года. В ознаменование этого в префектуре были объявлены трёхдневные празднества, а на его открытие прибыли члены правительства и император. Это был первый проект подобного масштаба, спроектированный и выполненный лишь силами японцев, без привлечения иностранных специалистов.
Со временем имевшиеся электростанции перестали удовлетворять потребности города, и второй мэр Киото Сайго Кикудзиро инициировал возведение второй ветки канала, ответвляющейся от первой в Кеаге. Строительство продолжалось с 1908 по 1912 год, новая ветка полностью проходила в туннеле. Три новых ГЭС (действуют поныне) увеличили производство электроэнергии. Также в Кеаге были построены водоочистительные сооружения, которые работают и сегодня.

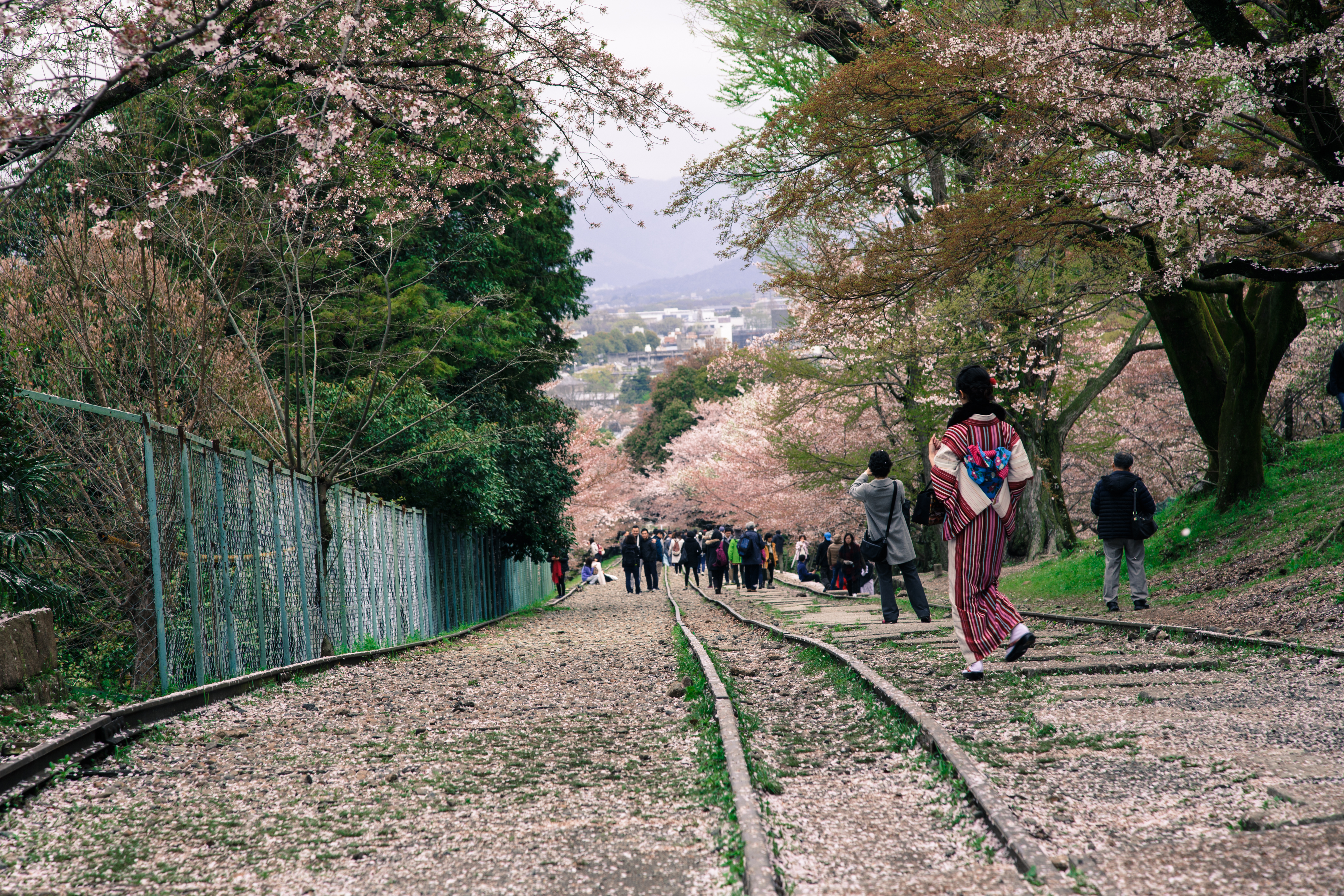
Судоподъёмник на западном конце канала в Киото, используемый как пешеходная аллея

После Второй мировой войны канал потерял своё значение в качестве транспортной артерии, сообщение по нему прекратилось в 1948 (1951) году. Тем не менее он оставался основным источником питьевой воды для жителей Киото.
В 1989 году был открыт музей канала, а в 1996 году 12 объектов на канале были внесены в список исторического культурного наследия Японии. В 2007 году канал был внесён в список объектов промышленной революции в Японии.
В 2018 году по инициативе мэров Киото и Оцу на канале было возобновлено лодочное сообщение (туристические поездки), а вдоль него проложена ландшафтно-экологическая тропа.